# Мейер, Ганс
Ганс Мейер (нем. Hans Meyer; 22 марта 1858, Гильдбургхаузен, Саксен-Мейнинген, Германский союз — 5 июля 1929 Лейпциг, Германия) — немецкий путешественник, издатель, преподаватель университета, географ, геолог, естествоиспытатель, ботанический коллекционер, коллекционер животных, исследователь Восточной Африки.

## Биография
Первое своё большое путешествие Мейер совершил в Восточную Азию в 1882 году. Затем он провёл географические и этнографические исследования на Филиппинах и в Северной Америке.
В 1886—1887 гг. Мейер отправился в первое своё африканское путешествие. Маршрут его проходил от Капстадта через Кимберли, трансваальские золотые россыпи, Наталь, Мозамбик и Занзибар в Восточную Африку.
Здесь он попытался подняться на гору Килиманджаро. Мейер достиг границы снегов на высоте 5500 м, но дальше продвинуться не смог из-за отсутствия специального альпинистского снаряжения.
В 1888 году вместе с австрийским путешественником Оскаром Бауманом он повторил попытку восхождения, однако после перехода через горную цепь Усамбара был вынужден повернуть обратно, так как на побережье вспыхнуло восстание арабов. Они были задержаны повстанцами, и только за очень высокий выкуп их удалось освободить. Из этого похода Мейер привёз с собой первые сведения и описания горной области Усамбара, почти неизвестной европейцам.
В 1889 году третье путешествие Мейера к горному массиву Килиманджаро, предпринятое в этот раз вместе с австрийским альпинистом Людвигом Пурчеллером, привело к успеху. 6 октября Мейер поднялся до края кратера Кибо на главной вершине (5895 м) самой высокой горы Африки.

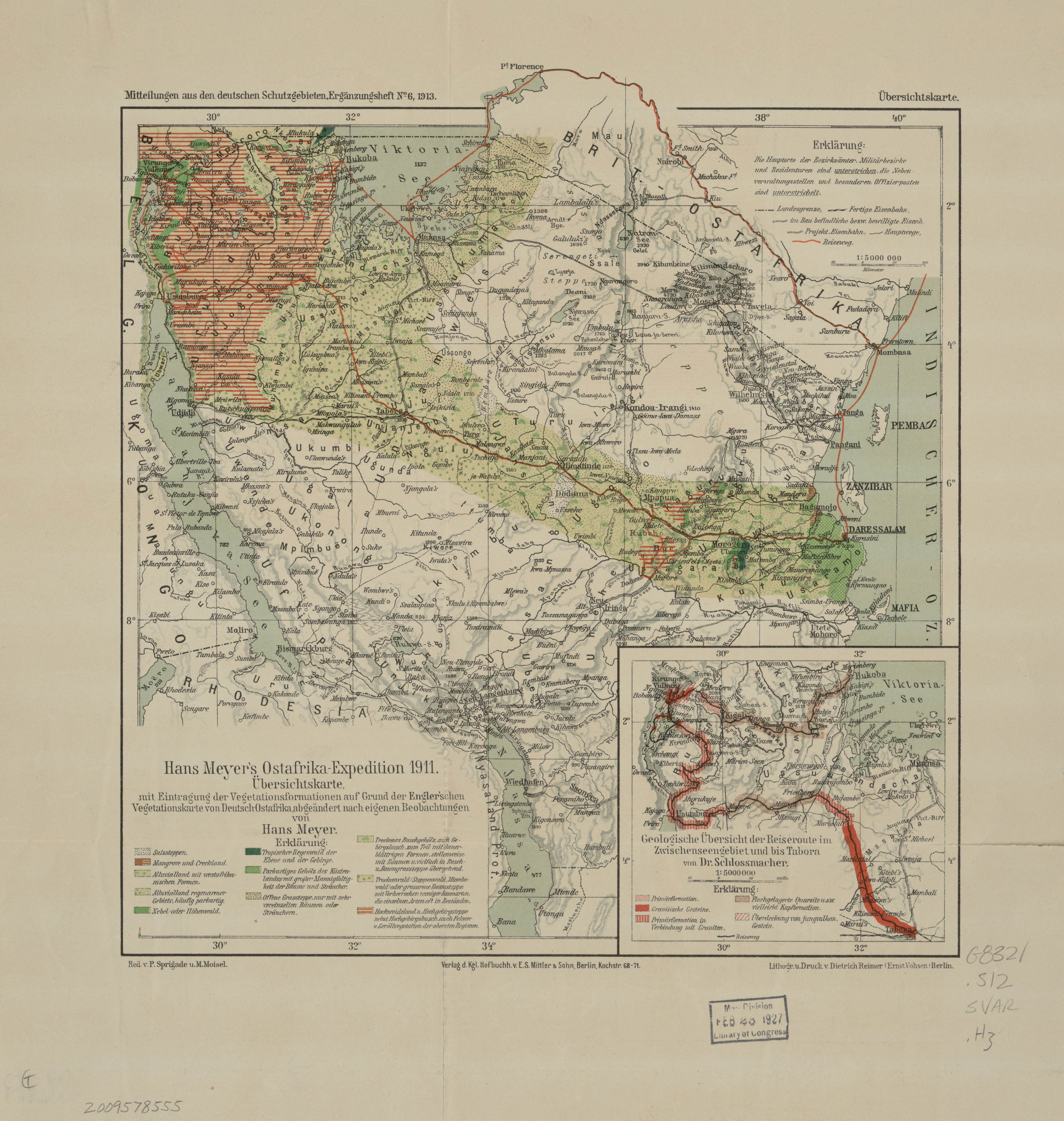
Карта экспедиции Ганса Мейера в Остафрику 1911 года

После этого Мейер занимался исследованием канарских вулканов.
В 1894 году он вместе с художником Эрнстом Плацем в четвёртый раз отправился на Килиманджаро. Он хотел обойти весь горный массив, обследовать его оледенения и этим завершить ранее начатые наблюдения. Из этой экспедиции он привёз ценнейшие материалы об особенностях африканских вулканов.
Исследования на Килиманджаро привели Мейера в только начинавшуюся тогда науку вулканологию.
В 1903 году он направился в Эквадор и там, в Андах, поднялся на вулканы Чимборасо,Котопахи и Антисана.
В 1911 году он опять побывал в Восточной Африке, путешествовал по территориям Руанды и Заира, поднялся на вулканы Карисимби и действующий Ньирагонго.

## Научный вклад
Научные работы Мейера, опубликованные им по материалам экспедиций, легли в основу вулканологии и стали руководством для многих исследователей.